# Langage de contrôle de données
Pour les articles homonymes, voir LCD et DCL.
Un langage de contrôle de données (LCD ; en anglais data control language, DCL) est un langage de programmation et un sous-ensemble de SQL pour contrôler l'accès aux données d'une base de données.

## Commandes SQL
On distingue typiquement six types de commandes SQL de contrôle de données :
- GRANT : autorisation d'un utilisateur à effectuer une action ;
- DENY : interdiction à un utilisateur d'effectuer une action ;
- REVOKE : annulation d'une commande de contrôle de données précédente ;
- COMMIT : validation d'une transaction en cours ;
- ROLLBACK : annulation d'une transaction en cours ;
- LOCK : verrouillage sur une structure de données.

### Exemples
- Autorisation d'un utilisateur à effectuer une action :

```
GRANT
 
UPDATE
 
(
nom
,
 
prenom
)
 
ON
 
eleves

TO
 
enseignant

WITH
 
GRANT
 
OPTION
;

```

- Interdiction d'un utilisateur à effectuer une action :

```
DENY
 
DELETE

TO
 
enseignant

```

- Annulation d'une commande de contrôle de données précédente :

```
REVOKE
 
UPDATE
 
(
nom
,
 
prenom
)

ON
 
eleves

FROM
 
enseignant

```

- Validation d'une transaction en cours :

```
START
 
TRANSACTION
;

UPDATE
 
eleves

SET
 
age
 
=
 
'19'

WHERE
 
nom
 
=
 
'Lacourt'
 
and
 
prenom
 
=
 
'Stéphane'
;

COMMIT
;

```

- Annulation d'une transaction en cours :

```
ROLLBACK
 
TO
 
sauvegarde
;

```

- Verrouillage d'une structure de données :

```
LOCK
 
TABLE
 
eleves
 
IN
 
EXCLUSIVE
 
MODE
;

```